# Quarteto (poesia)
Um quarteto é uma estrofe de quatro versos. É empregado em diversas formas fixas, como a trova, também conhecida como quadra, e o soneto.